# Campionati del mondo di atletica leggera 2013 - 5000 metri piani maschili
La gara dei 5000 metri piani maschili si è svolta tra martedì 13 agosto e venerdi 16 agosto 2013.

## Podio
| Pos.    | Atleta          | Nazione     | Tempo    |
| ------- | --------------- | ----------- | -------- |
| Oro     | Mohamed Farah   | Regno Unito | 13'26"98 |
| Argento | Hagos Gebrhiwet | Etiopia     | 13'27"26 |
| Bronzo  | Isiah Koech     | Kenya       | 13'27"26 |

## Situazione pre-gara

### Record
Prima di questa competizione, il record del mondo (WR) e il record dei campionati (CR) erano i seguenti.
| Record                | Prestazione | Atleta                  | Data                                | Competizione              |
| --------------------- | ----------- | ----------------------- | ----------------------------------- | ------------------------- |
| Record mondiale       | 12'37"35    | Kenenisa Bekele Etiopia | 31 maggio 2004 Hengelo, Paesi Bassi |                           |
| Record dei campionati | 12'52"79    | Eliud Kipchoge Kenya    | 31 agosto 2003 Saint-Denis, Francia | Campionati del mondo 2003 |

### Campioni in carica
I campioni in carica, a livello mondiale e olimpico, erano:
| Campione | Atleta                    | Prestazione | Data                                  | Competizione               |
| -------- | ------------------------- | ----------- | ------------------------------------- | -------------------------- |
| Olimpico | Mohamed Farah Regno Unito | 13'41"66    | 11 agosto 2012 Londra, Regno Unito    | Giochi della XXX Olimpiade |
| Mondiale | Mohamed Farah Regno Unito | 13'23"36    | 4 settembre 2011 Taegu, Corea del Sud | Campionati del mondo 2011  |

### La stagione
Prima di questa gara, gli atleti con le migliori tre prestazioni dell'anno erano:
| Pos. | Atleta                 | Prestazione | Data                       |
| ---- | ---------------------- | ----------- | -------------------------- |
| 1    | Edwin Soi Kenya        | 12'51"34    | 19 luglio 2013 Monaco      |
| 2    | Albert Rop Kenya       | 12'51"96    | 19 luglio 2013 Monaco      |
| 3    | Yenew Alamirew Etiopia | 12'54"95    | 6 giugno 2013 Roma, Italia |

## Risultati

### Batterie
Qualificazione: i primi cinque di ogni batteria (Q) e i cinque migliori tempi tra gli esclusi (q) si qualificano alla finale.
| Pos. | Batteria | Atleta               | Nazionalità   | Tempo    | Note |
| ---- | -------- | -------------------- | ------------- | -------- | ---- |
| 1    | 2        | Muktar Edris         | Etiopia       | 13:20.82 | Q    |
| 2    | 2        | Edwin Soi            | Kenya         | 13:21.44 | Q    |
| 3    | 2        | Isiah Koech          | Kenya         | 13:22.19 | Q    |
| 4    | 1        | Hagos Gebrhiwet      | Etiopia       | 13:23.22 | Q    |
| 5    | 1        | Yenew Alamirew       | Etiopia       | 13:23.48 | Q    |
| 6    | 1        | Bernard Lagat        | Stati Uniti   | 13:23.59 | Q    |
| 7    | 2        | Galen Rupp           | Stati Uniti   | 13:23.91 | Q    |
| 8    | 2        | Mo Farah             | Regno Unito   | 13:23.93 | Q    |
| 9    | 1        | Thomas Longosiwa     | Kenya         | 13:23.94 | Q    |
| 10   | 1        | Ryan Hill            | Stati Uniti   | 13:24.19 | Q    |
| 11   | 1        | Elroy Gelant         | Sudafrica     | 13:25.07 | q    |
| 12   | 2        | Dejenee Regassa      | Bahrein       | 13:25.21 | q    |
| 13   | 1        | Brett Robinson       | Australia     | 13:25.38 | q    |
| 14   | 1        | Sindre Buraas        | Norvegia      | 13:26.69 | q    |
| 15   | 1        | Zane Robertson       | Nuova Zelanda | 13:27.89 | q    |
| 16   | 2        | Othmane El Goumri    | Marocco       | 13:31.08 |      |
| 17   | 1        | John Kipkoech        | Kenya         | 13:31.21 |      |
| 18   | 2        | Ben St Lawrence      | Australia     | 13:33.64 |      |
| 19   | 1        | Phillip Kipyeko      | Uganda        | 13:33.68 |      |
| 20   | 1        | Arne Gabius          | Germania      | 13:34.26 |      |
| 21   | 2        | Alemayehu Bezabeh    | Spagna        | 13:34.68 |      |
| 22   | 2        | Byron Piedra         | Ecuador       | 13:35.38 |      |
| 23   | 2        | Yuki Sato            | Giappone      | 13:37.07 |      |
| 24   | 1        | Aziz Lahbabi         | Marocco       | 13:37.75 |      |
| 25   | 2        | Diego Estrada        | Messico       | 13:48.38 |      |
| 26   | 1        | Sergio Sánchez       | Spagna        | 13:52.05 |      |
| 27   | 2        | Rinas Akhmadeev      | Russia        | 13:58.38 |      |
| 28   | 2        | Jake Robertson       | Nuova Zelanda | 14:09.50 |      |
| 29   | 1        | Grevazio Mpani       | Malawi        | 14:15.65 |      |
|      | 1        | Abdoulaye Abdelkarim | Ciad          | DNS      |      |
|      | 2        | Moses Ndiema Kipsiro | Uganda        | DNS      |      |

### Finale
| Pos. | Atleta           | Nazionalità   | Tempo    | Note |
| ---- | ---------------- | ------------- | -------- | ---- |
|      | Mo Farah         | Regno Unito   | 13:26.98 |      |
|      | Hagos Gebrhiwet  | Etiopia       | 13:27.26 |      |
|      | Isiah Koech      | Kenya         | 13:27.26 |      |
| 4    | Thomas Longosiwa | Kenya         | 13:27.67 |      |
| 5    | Edwin Soi        | Kenya         | 13:29.01 |      |
| 6    | Bernard Lagat    | Stati Uniti   | 13:29.24 |      |
| 7    | Muktar Edris     | Etiopia       | 13:29.56 |      |
| 8    | Galen Rupp       | Stati Uniti   | 13:29.87 |      |
| 9    | Yenew Alamirew   | Etiopia       | 13:31.27 |      |
| 10   | Ryan Hill        | Stati Uniti   | 13:32.69 |      |
| 11   | Dejenee Regassa  | Bahrein       | 13:34.54 |      |
| 12   | Elroy Gelant     | Sudafrica     | 13:43.68 |      |
| 13   | Sindre Buraas    | Norvegia      | 13:45.67 |      |
| 14   | Zane Robertson   | Nuova Zelanda | 13:46.55 |      |
| 15   | Brett Robinson   | Australia     | 14:03.77 |      |